# Compagnie des bateaux Aix-les-Bains Riviera des Alpes
La Compagnie des bateaux du lac du Bourget et du Haut-Rhône est une compagnie de navigation fondée sous le nom de Gwel à Aix-les-Bains en 1977 comme société de location de bateaux. En 1981, elle devient une compagnie de croisière en acquérant le navire L’Étoile du Lac. Elle devient la Compagnie des Bateaux du lac du Bourget et du Haut-Rhône à la suite de sa fusion avec la compagnie Tourisme Participation en 2010. Elle exploite actuellement six bateaux et une boutique sur le Lac du Bourget. En 2017, elle change de nom et devient la Compagnie des Bateaux Aix-les-Bains Riviera des Alpes.

## Histoire
En 1977, la famille Prud’Homme s’installe en Savoie et fonde une école de voile sous le nom de Gwel à Aix-les-Bains. Celle-ci est installée sur le Hautecombe, un ancien ferry amarré au Grand Port. En 1981, Alain Prud’Homme achète le bateau L’Étoile du Lac de Paul Vullien et se lance sur le marché de la croisière sur le Lac du Bourget avec ses deux fils, Laurent et Thierry. En 1984, la famille achète un deuxième bateau, l’Arc-en-Ciel, à André Fougère.
En 1986, le premier navire construit spécialement pour la compagnie, l’Aix’Space, est mis en service. Il peut accueillir 75 personnes et sert de restaurant.
En 1989, le bateau Hélios est racheté à la suite de la faillite de NaviSavoie.
Dans les années 1990, la compagnie se développe en absorbant deux sociétés : la Compagnie de Navigation du Lac du Bourget avec le bateau La Mouette en 1990, et Portout Croisières, propriétaire du bateau Le Savière, en 1996.
En 1992, le bateau Hydra’Aix est mis en service. Il s’agit alors du plus grand bateau en activité sur le lac. L’année suivante, Alain Prud’homme décède; son fils Laurent devient le directeur de la compagnie. La compagnie continue sa politique d’expansion en absorbant en 1995 la Société de Navigation de Chanaz avec les navires Le Cygne (rebaptisé Le Bugey par Gwel) et Papillon Vert (qui devient le Village de Chanaz). Une agence est ouverte à Chanaz, puis la Compagnie des Bateaux Rhônalpins est racheté en 1996.
En mai 2000, la compagnie met en service le bateau Alain Prud’homme. En 2010, Gwel est fusionné avec Tourisme Participation et devient la Compagnie des Bateaux du lac du Bourget et du Haut-Rhône. Philippe Gausset devient le P-DG. En 2012, la compagnie inaugure un nouveau pavillon d’accueil à Aix-les-Bains, mais celui de Chanaz, ouvert en 1995, est fermé. L’année suivante, les deux plus petites unités de la flotte, le Village de Chanaz et Le Bugey, sont vendues.
En 2017, le nom de la compagnie évolue pour devenir la Compagnie des Bateaux Aix-les-Bains Riviera des Alpes.

## Liste des directeurs
| Nom        | Prénom   | Prise de fonctions | Fin de fonctions | Notes                                  |
| ---------- | -------- | ------------------ | ---------------- | -------------------------------------- |
| Prud’homme | Alain    | 1977               | 1993             | Fondateur - mort en 1993               |
| Prud’homme | Laurent  | 1983               | 2010             | Fils d’Alain Prud’homme - mort en 2013 |
| Gausset    | Philippe | 2010               | P-DG actuel      |                                        |

## Logos

Le logo de la compagnie avant 2014.
Le logo de la compagnie de 2014 à 2017.
Le logo de la compagnie depuis 2017.

## Parcours

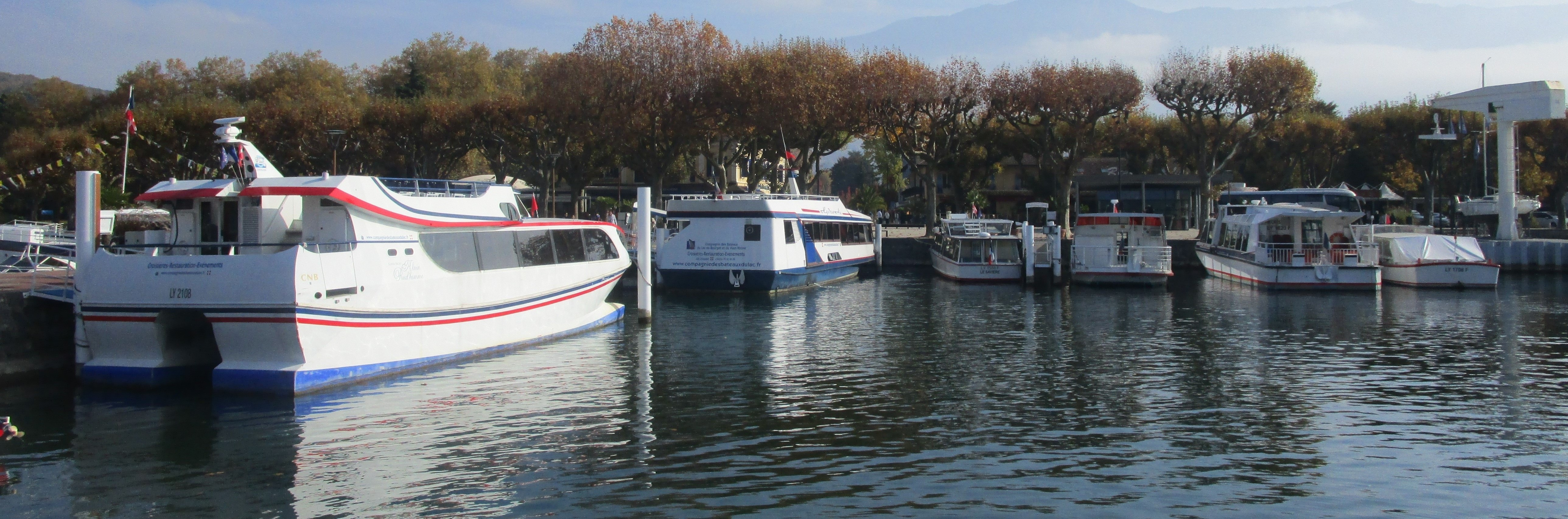
La flotte de la compagnie en octobre 2015. De gauche à droite: les bateaux Alain Prud’homme, Hydra’Aix, Le Savière, Aix’Space, Hélios et L’Étoile

Actuellement, la compagnie exploite six bateaux qui effectuent des nombreuses croisières sur le lac du Bourget et le canal de Savières au départ d’Aix-les-Bains, ainsi que des traversées vers l’Abbaye d’Hautecombe, Le Bourget-du-Lac, Chanaz et Lavours.

## Incidents
Le 11 août 2015, alors qu’il navigue vers Aix-les-Bains au retour d’une croisière vers Belley, l’Aix’Space est victime d’un début d’incendie à cause d’un faisceau électrique défaillant. Il est rapidement maitrisé par le commandant et un passager, mais entraine la détention du bateau par les autorités du port de Massignieu-de-Rives. Les 43 personnes présentes à bord sont ramenés à Aix-les-Bains par un autre bateau de la compagnie. Le bateau est ramené à Aix-les-Bains le lendemain et réparé. 

## Flotte

### Navires en service
| Nom              | Année et lieu de construction | Immatriculation | Année d’acquisition Propriétaire précédent | Capacité      | Restaurant | Statut     | Image                    |
| ---------------- | ----------------------------- | --------------- | ------------------------------------------ | ------------- | ---------- | ---------- | ------------------------ |
| Aix’Space        | 1986 à Saint-Gilles           | LY 1785 F       | Construit pour la compagnie                | 75 personnes  | Oui        | En service | Aix’Space en 2015        |
| Alain Prud’Homme | 2000 à Bordeaux               | LY 2108 F       | Construit pour la compagnie                | 75 personnes  | Oui        | En service | Alain Prud’Homme en 2015 |
| Hélios           | 1986 à Chambéry               | LY 1620 F       | 1990 NaviSavoie                            | 120 personnes | Non        | En service | Hélios en 2015           |
| Hydra’Aix        | 1992 à Ceys                   | LY 1745 F       | Construit pour la compagnie                | 200 personnes | Oui        | En service | Hydra’Aix en 2015        |
| Le Savière       | 1983 à Villers-le-Lac         | LY 1586 F       | 1996 Société de Navigation de Chanaz       | 94 personnes  | Non        | En service | Le Savière en 2015       |

### Navire ponton
| Nom     | Année et lieu de construction | Immatriculation | Année d’acquisition Propriétaire précédent | Capacité             | Restaurant | Statut                | Image           |
| ------- | ----------------------------- | --------------- | ------------------------------------------ | -------------------- | ---------- | --------------------- | --------------- |
| L’Almée | 1887 au Havre                 | Non renseigné   | 1976 Daniel Carraz                         | 175 personnes (1970) | Non        | Siège de la compagnie | L’Almée en 2015 |

### Anciens navires
| Nom (Nom actuel)             | Année et lieu de construction | Immatriculation | Année d’acquisition Propriétaire précédent | Capacité     | Restaurant | Statut                                                         | Image               |
| ---------------------------- | ----------------------------- | --------------- | ------------------------------------------ | ------------ | ---------- | -------------------------------------------------------------- | ------------------- |
| Arc-en-Ciel                  | 1970 à Arles                  | LY 1501 F       | 1984 André Fougère                         | 55 passagers | Non        | Vendu                                                          | Arc-en-Ciel en 1994 |
| L’Étoile (Olympe)            | 1961 à La Seyne-sur-Mer       | LY 1708 F       | 1981 Paul Vullien                          | 75 personnes | Non        | Vendu en 2020 à la Compagnie Fluviale du Midi                  | L’Étoile en 2015    |
| La Mouette (L’Angélique)     | 1974 à Aix-les-Bains          | LY 1902 F       | 1990 René Boniface                         | 66 personnes | Non        | Vendu en 1998 à la compagnie BateauCanal                       | L’Angélique en 2014 |
| Le Bugey (Villerest un)      | 1983 à Villers-le-Lac         | LY 1612 F       | 1995 Compagnie des Bateaux Rhônalpins      | 60 personnes | Non        | Vendu en 2013 à la compagnie Bateau Promenade Lac de Villerest | Le Bugey en 2003    |
| Village de Chanaz (L’Albran) | 1985 à Villers-le-Lac         | LY 1635 F       | 1995 Société de Navigation de Chanaz       | 75 personnes | Non        | Vendu en 2013 à la Compagnie des Bateaux du lac Léman          | L’Albran            |